# トリニティライガー
トリニティライガーは、トミー（現タカラトミー）より発売されている『ゾイド』のビデオゲームシリーズに登場するゲームオリジナル機体のひとつであり、またその背景設定に登場する架空の兵器。

## 設定解説
| トリニティライガー TRINITY LIGER | トリニティライガー TRINITY LIGER                                     |
| -------------------------------- | -------------------------------------------------------------------- |
| 番号                             | 不明                                                                 |
| 所属                             | アーカディア王国                                                     |
| 分類                             | ライオン型                                                           |
| 全長                             | 27.5m                                                                |
| 全高                             | 不明                                                                 |
| 重量                             | 130.7t                                                               |
| 最高速度                         | 315km/h                                                              |
| 武装                             | ビームガン マルチレーダー タービン アーマークロー 反荷電粒子シールド |

『ZOIDS SAGA』に登場する主人公機。
アーカディア王国で開発された幻のライオン型ゾイドであり、アーカディアの古代遺産（時空転送装置）を守るために造られたとされている。アーカディア王国の地下通路で石化していたが、Ziデータの採集は可能であったため、後にアトレー一行がゾイドコアを入手し、その際に作り直されている。その後は主人公アトレー王子の愛機として戦い抜いた。三つに分かれたライオンのたてがみに相当するパーツそれぞれに、ビームガン・タービン・マルチレーダーと用途の違う機能を搭載しており、これらを頭部を中心に回転させて状況に応じて使い分けるギミックが本機の最大の特徴であり、また名前の由来となっている。『蘇りし王国の守護神』の異名を持つ。
ZOIDS SAGA シリーズやZOIDS VS.シリーズにも参戦しており、ゲームオリジナルゾイドとしては最も露出の多いゾイドとなっている。
『ZOIDS2 ヘリック共和国VSガイロス帝国』では反荷電粒子シールドを装備している。
武装・装備
ビームガン/マルチレーダー/タービン
トリニティライガーの鬣部に装備する。
アーマークロー
四肢の爪。
反荷電粒子シールド

## キット

### タカラトミー版
REALIZE MODEL RMZ-007 トリニティライガー
2025年8月発売予定。可動、組み立てやすさ、コレクション性、ゲームの再現性、リアリティに重点を置いている1/100プラキットシリーズ。頭部のたてがみは基部から回転でき、たてがみから差し替えなしでビームガン、マルチレーダー、タービンが交互に展開可能。脚部の爪も差し替えなしで展開可能。腹部のブースターも展開可能。背部ユニットを回転することで前方への射撃形態も再現している。アトレー・アーカディアのフィギュアが付属。

## バリエーション

### トリニティライガーBA（バーニングアーマー）
| トリニティライガーBA TRINITY LIGER BA | トリニティライガーBA TRINITY LIGER BA                                                                             |
| ------------------------------------- | --- |
| 番号                                  | 不明 |
| 所属                                  | アーカディア王国                                                                                                  |
| 分類                                  | ライオン型 |
| 全長                                  | 27.5m |
| 全高                                  | 不明 |
| 重量                                  | 147.1t |
| 最高速度                              | 295km/h |
| 武装                                  | ビームガン 大型キャノン（ZOIDS SAGAのみ） 超高初速ガトリング（ZOIDS SAGA II以降） マイクロミサイル ドーザークロー |

トリニティライガーの強化型。
PS ZOIDS2では換装パーツを装備することでトリニティライガー重武装型という名前で登場。しかし火力が上がる一方で反荷電粒子シールドが無くなってしまう。その名の通り重武装型で、装甲や火力が大幅に向上した代わりに機動力が低下してしまっている。たてがみに装備されている大型の砲塔はZOIDS SAGAでは大型キャノンだったが、それ以降の作品では超高初速ガトリングとなっている。またこれらの追加武装によってたてがみの機能はビームガンを除き使用不能となる。
武装・装備
ビームガン
大型キャノン/超高初速ガトリング
マイクロミサイル
ドーザークロー
四肢の爪。

### トリニティライガーVF（ビクトリーフォーム）
| トリニティライガーVF TRINITY LIGER VF | トリニティライガーVF TRINITY LIGER VF           |
| ------------------------------------- | ----------------------------------------------- |
| 番号                                  | 不明                                            |
| 所属                                  | アーカディア王国                                |
| 分類                                  | ライオン型                                      |
| 全長                                  | 29.5m                                           |
| 全高                                  | 不明                                            |
| 重量                                  | 215.7t                                          |
| 最高速度                              | 330km/h                                         |
| 武装                                  | ハイパーVキャノン クローミサイル アーマークロー |

トリニティライガーとビクトリーレックスとがユニゾンした形態。
BA同様、鬣部分に巨大なハイパーVキャノンが接続されているため、シルエット的にはBAにも似ている。ただしこちらは火力と同時に飛行能力も得ており、機動力という点でも強化されている模様。
武装・装備
ハイパーVキャノン
クローミサイル
アーマークロー
四肢の爪。

### トリニティライガーEV
| トリニティライガーEV TRINITY LIGER EV | トリニティライガーEV TRINITY LIGER EV                            |
| ------------------------------------- | ---------------------------------------------------------------- |
| 番号                                  | 不明                                                             |
| 所属                                  | アーカディア王国                                                 |
| 分類                                  | ライオン型                                                       |
| 全長                                  | 29.5m                                                            |
| 全高                                  | 不明                                                             |
| 重量                                  | 215.7t                                                           |
| 最高速度                              | 330km/h                                                          |
| 武装                                  | フォトンカッター 2連ブラスター アタックブースター クローアーマー |

トリニティライガーのエヴォルト形態。『ZOIDS SAGA DS』にのみ登場している。
一度ゾイドコアを破壊されたトリニティライガーに、オーピスがどこからか入手したゾイドコアを埋め込み再生された機体からエヴォルトする。その機体が直後訪れたレジーナのピンチに昂ったアトレーの心に呼応するように発現した形態で、戦闘能力は極めて高い。オーピスが同じくエヴォルト能力を備えたムラサメライガーを研究していたことから何らかの関係性があったとも思えるが、ゲーム中では明かされてはいない。少なくとも、二度完全に死亡していることからムラサメライガーのような再生能力は有しておらず、単機でのエヴォルトは難しいと思われる。バーニングアーマーとは違いトリニティライガーの機能を活かしつつより強力な武装を備えた強化であり、補助に重きを置いていた進化前よりも鋭角的なフォルムも合わさって攻撃的な印象を受ける。
武装・装備
フォトンカッター
2連ブラスター
アタックブースター
アーマークロー
四肢の爪。

## レオン・レイ7世
| レオン・レイ7世 | レオン・レイ7世      |
| --------------- | -------------------- |
| 分類            | ライオン型           |
| 全長            | 27.5m                |
| 全高            | 9.7m                 |
| 重量            | 147.1t               |
| 最高速度        | 295km/h              |
| 搭乗者          | エンリコ・エンリケス |

ゲーム『サイバードライブゾイド 機獣の戦士ヒュウ』に登場。装甲色が赤紫がとなったトリニティライガーBA。